# Privatskola

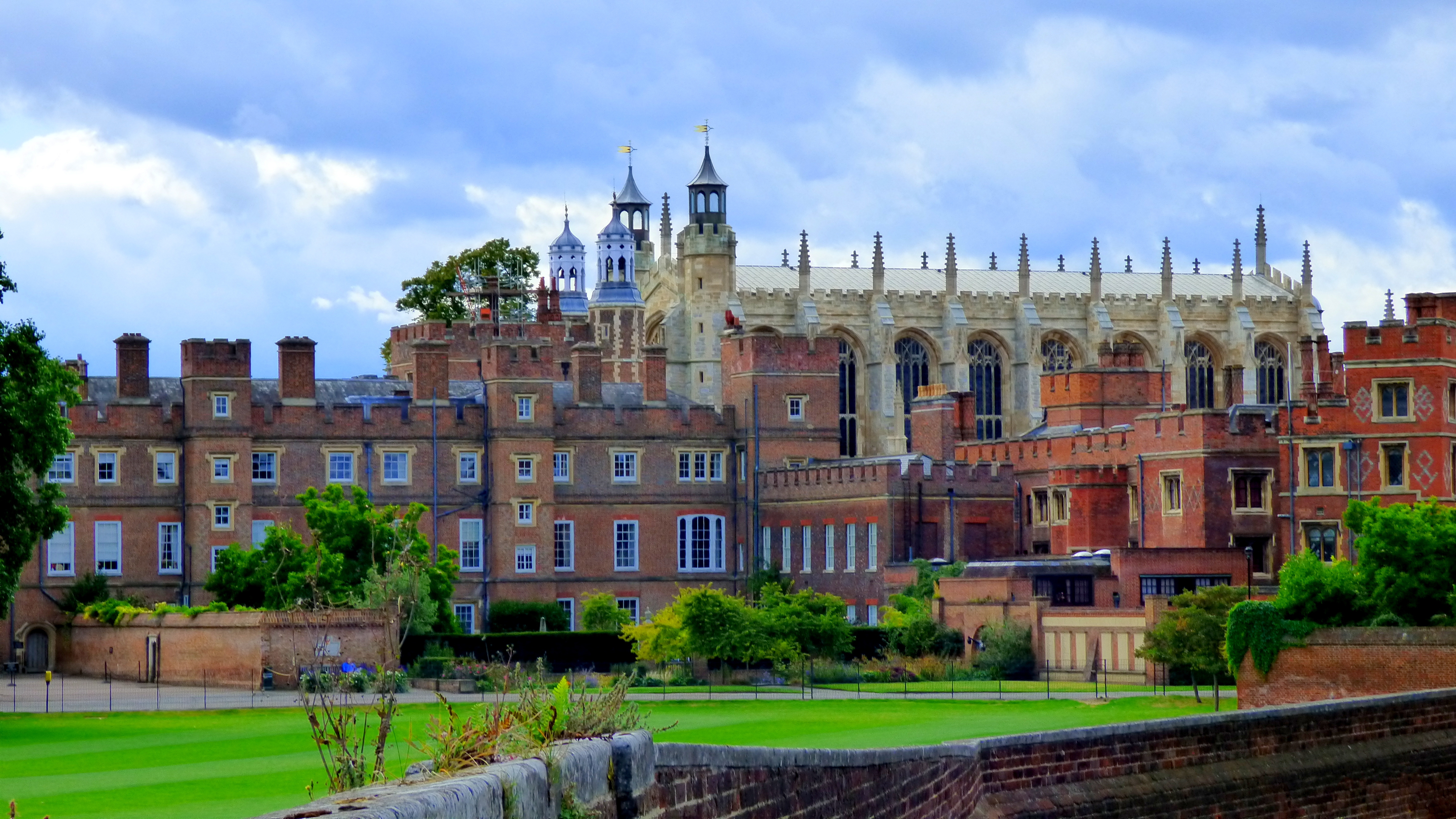
Eton College är en berömd privatskola som grundades av Henrik VI av England.

Privatskola är en typ av skola som inte administreras av lokala, regionala eller nationella myndigheter. Privatskolan förbehåller sig rätten att välja de elever som tas in på skolan och finansieras delvis eller helt och hållet genom avgifter snarare än offentlig finansiering. Det finns bara ett mycket litet antal privatskolor i Sverige som följer svensk läroplan.